# Point Pleasant (Luisiana)

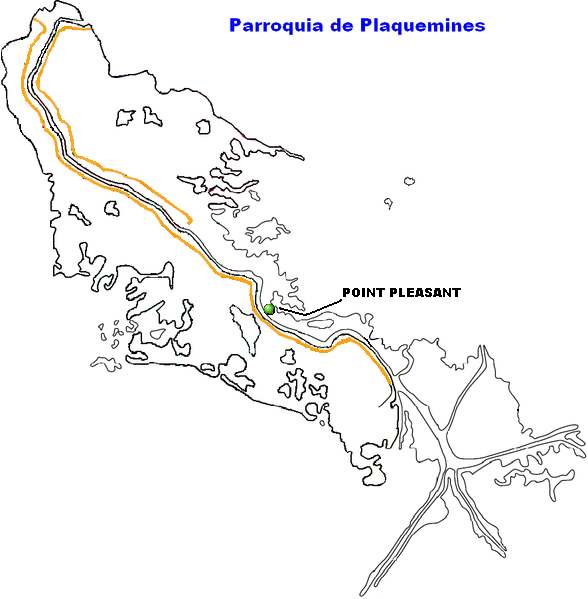
Localización de Point Pleasant en el mapa de la Parroquia de Plaquemines.

Point Pleasant es una pequeña localidad histórica ubicada sobre el delta del Misisipi, dentro de la parroquia de Plaquemines, en el estado de Luisiana, Estados Unidos.

## Geografía
La localidad de Point Pleasant se localiza en 29°24′48″N 89°36′00″O / 29.41333, -89.60000. Esta comunidad se encuentra a sólo dos metros de elevación sobre el nivel del mar, lo que hace de ella una zona proclive a las inundaciones. Esta comunidad se localiza a setenta y siete kilómetros de Nueva Orleans, la principal ciudad de todo el estado, y a 558 kilómetros del aeropuerto internacional más cercano, el (IAH) Houston George Bush Intercontinental Airport.